# Nosotros los pobres
Pour plus de détails, voir Fiche technique et Distribution.
Nosotros los pobres (Nous les pauvres) est un film mexicain de 1948. 
Film dramatique réalisé par Ismael Rodríguez, il était initialement intitulé Topillos y Planillas (d'après deux personnages du film et avant que le personnage principal Jose Pepe el Toro ait été créé). Le titre fut changé plus tard changé après que son auteur, Pedro de Urdimalas, a entendu Abel Cureño (qui jouait dans le film et qui incarnait, à cette époque, un vendeur de rue l'émission de radio La Banda de Huipanguillo) faire un commentaire sur le traitement injuste des personnes les plus pauvres dans la ville : « Nosotros somos los pobres despreciados por la gente; Nosotros los pobres no tenemos nada » (Nous, les pauvres sommes marginalisés par la société ; nous, les pauvres ne possédons rien).
En juillet 1994, le film est sélectionné dans la liste établie par la revue Somos des 100 meilleurs films mexicains de tous les temps.

## Résumé
Deux enfants prennent un livre dans une poubelle. Ils commencent à lire l'histoire d'un quartier pauvre de la ville de Mexico. Le charpentier Pepe El Toro (Pedro Infante) vit avec sa fille adoptive Chachita (Evita Muñoz) et fait la cour à la jolie Celia, connue comme La Chorreada (Blanca Estela Pavón). Autour d'eux, un groupe de gens vivent leur vie de nombreuses façons différentes : il y a une paire de femmes toujours ivres, connues comme La Tostada (La Grillée) et La Guayaba (La Goyave) ; une belle femme (Katy Jurado) qui dort tout le temps, surnommée La que se levanta tarde (Celle qui se réveille tard) ; et une mystérieuse prostituée nommée La Tisica (Celle qui est montée), qui souffre de tuberculose et qui a un sombre passé.
Après que Pepe a fini un contrat, il demande à Chachita de garder l'argent reçu dans un endroit qu'elle seule devrait connaître. Sans le vouloir, elle révèle l'emplacement de l'argent à Don Pilar (le beau-père de La Chorreada). Don Pilar vole l'argent devant la mère paraplégique de Pepe, surnommée La Paralitica (La Paralysée). Quand Pepe apprend que l'argent a disparu, il se fâche contre Chachita. Plus tard, ses amis sont envoyés en prison car ils ont volé de la nourriture. Pepe commence à travailler pour Doña Merenciana, dans le but de gagner de l'argent pour libérer ses amis. Pendant ce temps, il rencontre un homme mystérieux, Ledo, qui vole et tue sa patronne. Pepe trouve le corps et est accusé par Montes, un homme riche amoureux de Celia, d'avoir tué Doña Merenciana. Pepe est envoyé en prison. 
De retour au quartier, Don Pilar commence à se sentir de ses actes, jusqu'à ce qu'il devienne fou et attaque brutalement la mère de Pepe. Pendant ce temps, La Tisica essaie de se rapprocher de Chachita, qui rejette son attention. La Tisica devient ensuite très malade. Quand Pepe apprend que sa mère est à l'hôpital, il s'échappe de prison afin de pouvoir lui dire adieu. En même temps, La Tisica est également en train de mourir, malgré l'aide des médecins. Chachita, désespérée, rejette toutes les tentatives de La Tisica de se rapprocher d'elle et de lui inspirer de la tendresse jusqu'à ce que Pepe, en colère, avoue à Chachita que La Tisica est sa mère biologique. Les deux femmes fondent en larmes et La Tisica meurt, à la même heure que La Paralitica. Pepe pleure sur son corps et se livre lui-même aux autorités.
De retour en prison, Pepe rencontre à nouveau Ledo qui tente de lui dérober un souvenir de sa mère. Les deux hommes commencent à se battre dans une cellule fermée. Ledo prend le dessus, mais lorsqu'il tente de poignarder Pepe, celui-ci contre-attaque et poignarde Ledo dans les yeux. Pepe a alors le dessus, mais au de tuer Ledo, il lui fait avouer que c'est lui qui a tué Merenciana.
Enfin, Pepe est réuni avec La Chorreada et Chachita avec qui il forme une famille. À ce stade, les enfants pauvres du début, arrête de regarder le livre et le remette dans la poubelle.
C'est le premier opus de la première trilogie du cinéma mexicain. Il a été suivi par Ustedes los ricos (Vous les riches, 1948) et Pepe El Toro (Pepe le taureau, 1952). Un quatrième film, Ni pobres ni ricos (Ni riche ni pauvre) était prévu, mais n'a jamais été réalisé en raison de la mort prématurée de Pedro Infante.

## Distribution
- Pedro Infante : José del Toro, Pepe el toro (Pepe le Taureau)
- Evita Muñoz Chachita : Chachita
- Carmen Montejo : Yolanda, la Tísica
- Blanca Estela Pavón : Celia La Chorreada
- Miguel Inclán : Don Pilar
- Rafael Alcayde : Avocat Montes
- Katy Jurado : La que se levanta tarde
- María Gentil Arcos : La Paralítica
- Delia Magaña : La Tostada
- Amelia Wilhelmy : Malena, la Guayaba
- Pedro de Urdimalas : Topillos
- Ricardo Camacho : Planillas
- Lidia Franco : Doña Merenciana
- Jorge Arriaga : Ledo
- Abel Cureño : Pinocho (Abel Asencio)
- Jesús García : El Camello, vendeur de loterie
- Conchita Gentil Arcos : Prêteur
- Julio Ahuet : Prisonnier